# Mycetophila multiplex
Mycetophila multiplex är en tvåvingeart som beskrevs av Freeman 1951. Mycetophila multiplex ingår i släktet Mycetophila och familjen svampmyggor. Inga underarter finns listade i Catalogue of Life.